# Nove pustolovine Winnieja Pooha
Nove pustolovine Winnieja Pooha je crtana serija nastala prema knjizi koju je napisao engleski pisac A. A. Milne.

## Radnja
U jednoj šumi žive zanimljive životinje koje svaki dan doživljavaju razne pustolovine i dječak. To su Winnie Pooh, žuti šaljivi medvjedić kojemu je najveća poslastica med i čini sve da dođe do njega, prašćić, rozi maleni prašćić, tigar, koji je umiljat i drugačiji od ostalih tigrova i narančast je s crnim prugama, zec, koji je svijetlo zelen i ima najveći vrt u šumi kojeg svakodnevno zalijeva (pogotovo mrkve), Sivko, magarac koji je siv i uvijek musav, sovac, koji je mudar i pametan i svakome dijeli savjete, smeđeg je krzna, dva klokana, majka i sin, dječak Christofor Robin i glodavko, krtica koji većinu dana provodi u tlu. Te životinje i dječak doživjet će pustolovine.

## Uloge i likovi
- Sterling Holloway kao medvjedić Winnie Pooh
- John Fiedler kao Praščić
- Paul Winchell kao Tigar
- Junius Matthews kao Zec
- Bruce Reitherman kao dječak Christopher Robin
- Ralph Wright kao magarac Sivko
- Hal Smith kao Sovac
- Clint Howard kao klokan Roo
- Barbara Luddy kao klokanica Kanga
- Sebastian Cabot kao krtica Glodavko

### Epizodni likovi
- Kessie, mala ptičica i Zečeva prijateljica
- Slonić Heffalump, mlado od slona
- Skočko, pas kojeg je našao Christopher Robin